# Lupinus nubigenus
Lupinus nubigenus är en ärtväxtart som beskrevs av Carl Sigismund Kunth. Lupinus nubigenus ingår i släktet lupiner, och familjen ärtväxter. Inga underarter finns listade i Catalogue of Life.